# Amparo Sánchez
Amparo Mercedes Sánchez Pérez, conocida artísticamente como Amparo Sánchez, (Alcalá la Real, 24 de septiembre de 1969) es una cantante, compositora, música, escritora y productora española, feminista y pionera del mestizaje musical.

## Trayectoria
Nació en Alcalá la Real, en Jaén, en 1969. A los dos años se trasladó con su familia a Granada, donde, a los 16 años, inició su carrera musical con la banda Correcaminos. Posteriormente, colaboró con La Blues Band de Granada como vocalista ocasional. En 1993, se trasladó a Madrid, donde grabó su primer disco, Haces bien, con la Fábrica Magnética y formó el grupo Amparo & The Gang. Tras la disolución de su compañía discográfica, regresó a Granada.
En 1995, decidió establecerse en Madrid y comenzó a tocar en clubs del barrio de Malasaña. Junto a los músicos de La Vacazul, creó el grupo Ampáranos del blues, con el cual recorrió parte de España y el sur de Francia, viviendo durante un tiempo en Marsella. Esta ciudad junto con Essaouira, en Marruecos, así cómo Granada y Madrid se convirtieron en fuente de inspiración. En 1996, conoció a Manu Chao y otros músicos de diversos países en el barrio de Lavapiés, lo que marcó el inicio de su proyecto Amparanoia, creado en 1997 con su primer álbum, El poder de Machín, que la consolidó como una pionera del mestizaje musical.
En 2000 viajó por primera vez a México donde  se interesó por la música, la pintura, Frida Kahlo, el estado de Chiapas y el movimiento zapatista. En 2005, acompañada por los músicos Jairo Zavala, Jordi Mestres y Daniel Tejedor, permaneció un mes en la comunidad zapatista La Realidad, donde grabó la canción “Somos viento”. Posteriormente, en 2007, se estrenó el documental titulado Somos viento. Camino a la realidad, sobre el viaje a México y donde Sánchez explora de cerca la lucha zapatista y su impacto en la comunidad local. A lo largo del recorrido, se entrevista con las autoridades zapatistas, asiste a clases de educación comunitaria y visita Radio Insurgente, el medio de comunicación que transmite desde las montañas para dar voz a las comunidades indígenas.
Se estableció en San Pedro de Ribas en 2005 y, unos años después, en Barcelona, donde fundó su espacio creativo llamado Mamita. Desde allí comenzó a producir a otros artistas, como Bongo Botrako, La abuela Margarita y Muerdo, entre otros. Además, posteriormente creó su propio sello discográfico, Mamita Records.
En 2008, concluyó su etapa con Amparanoia con la gira internacional “Bye Bye Tour” y decidió emprender una carrera como solista. Esta decisión se había estado gestando durante dos años y surgió a partir de un concierto en Montreal en 2006, cuando varios de sus músicos no pudieron llegar a tiempo, lo que la llevó a subir al escenario acompañada solo por un contrabajista y un baterista.
Su primer álbum en solitario se llamó Tucson-Habana y lo editó en 2010. Un trabajo acústico compuesto en su mayoría por ella misma, con la excepción del tema «La Parrandita de las Santas», de la compositora y cantante cubana Mane Ferret. El álbum fue grabado en dos etapas: la primera en 2007 en Tucson, Arizona, junto a Joey Burns y John Convertino, miembros de Calexico; y la segunda en 2009 en La Habana, donde contó con la colaboración de Omara Portuondo, cantante y miembro de Buena Vista Social Club.
En 2012, lanzó Alma de cantaora, un álbum que incluyó 13 canciones y diversas colaboraciones, entre ellas: Calexico en «Muchacho», Bebe en «Fuera, fiera», Depedro en «Mujer levántate», Mane Ferret en «Vieja pasión» y «Pulpa de Tamarindo», Arianna Puello en «La flor de la palabra», Muerdo en «Vueltas», Howe Gelb en «Free day» y Chalart58 junto a Bongo Botrako en la versión reggae de «Alma de cantaora». Este disco se caracteriza por un formato más acústico y busca reflejar, según la propia artista, tanto un viaje interior como exterior, abordando los cambios en el planeta. A este álbum le siguieron Espíritu del sol en 2014 y Hermanas en 2019, un trabajo que une música y poesía en colaboración con la escritora brasileña Maria Rezende.
Retomó el proyecto musical Amparanoia en 2017 con un nuevo disco titulado El coro de mi gente, un homenaje a sus grandes éxitos musicales, reversionados en colaboración con artistas y amigos que la han acompañado a lo largo de su carrera. Entre ellos se encuentran Calexico, Gaby Moreno, Fito & Fitipaldis, Macaco, Manu Chao, Fermin Muguruza y Joan Garriga, entre otros.
En 2020, Sánchez lanzó el disco BSO La niña y el lobo. Vol 1, basado en su libro autobiográfico del mismo nombre de 2014 La niña y el lobo. Vivir para contarlo, donde aborda el maltrato y la violencia machista que experimentó y superó. Este relato ha inspirado charlas y campañas de concienciación contra el maltrato hacia las mujeres. Aunque la gira planeada para ese año fue interrumpida por la pandemia de COVID-19, pudo retomarla más adelante. En 2021, lanzó Himnopsis colectiva, seguido de Fan fan fanfarria en 2024, en colaboración con la charanga zaragozana Artistas del Gremio, con los que giró por festivales y salas en Europa.

### Activismo
Paralelamente a su faceta artística, ha impulsado diversos proyectos e iniciativas de carácter social. Desde 2021 coordina y es portavoz de la Plataforma Revivir la Azucarera en Granada, cuyo objetivo es convertir en un espacio cultural el edificio de la Azucarera de San Isidro abandonado desde la década de 1980. Con esta plataforma, Sánchez ha realizado diferentes eventos y acciones, trabajando junto a su equipo para ser parte del proyecto cultural de la Azucarera de San Isidro.
Además, ha organizado el Festival Esperanzah Es Muher 2018 y 2019, cuyo objetivo es visibilizar a la mujer en la música dentro y fuera del escenario, con un equipo artístico y técnico femenino. Trasladó al sur esta iniciativa, celebrándose en 2022 y 2023 las primeras ediciones del Festival Granada 100% Mujer, con vistas a establecerse en el marco de las reivindicaciones del 8 de marzo, Día Internacional de la Mujer.

## Reconocimientos
Amparo Sánchez ha recibido varios galardones por su trayectoria artística y su compromiso social. En 2005, fue reconocida como Mejor Artista Europea en los BBC Music Awards, unos premios anuales de música pop de la BBC, que se celebraban cada diciembre, como celebración de los logros musicales del último año. Unos años después, en 2009, recibió el premio a la Mejor Artista Internacional en los Cubadisco Awards por el álbum Seguiré caminando de Amparanoia.
En 2016, fue galardonada con el Premio Meridiana por su innovación y compromiso social, reconociendo su contribución al feminismo y la igualdad de género a través de su música. En 2018, se le otorgó el premio a la Mejor Banda Sonora Empoderada en la XXI Edición de los Premios Mujeres Progresistas por su compromiso con los derechos de las mujeres. Además, en 2021, fue premiada en la categoría de Vida y Experiencia en los Premios Círculo Rojo por su libro La niña y el lobo.

## Discografía
- 2010 – Tucson-Habana
- 2012 – Alma de cantaora
- 2014 – Espíritu del sol
- 2019 – Hermanas
- 2020 – BSO La niña y el lobo Vol. 1
- 2024 – Ritual Sonoro

### BSO películas
- 1998 – «Buen Rollito» y «Me lo Hago Sola» en Hongos (corto) de Ramón Salazar.
- 1998 – «Hacer dinero» en Barrio de Fernando León de Aranoa.
- 1999 – «Caravane», «Desperado» y «La Maldición» en Los lobos de Washington de Mariano Barroso.[46]
- 2000 – «Hacer dinero» en Tardes de Gaudí de Susan Seidelman.
- 2001 – «Puerto claridad» y «Las especies» en Du côté des filles de Françoise Decaux-Thomelet.

## Obra
- 2014 – La niña y el lobo. Vivir para contarlo. Una historia de violencia machista y superación. Ediciones Lupercalia. ISBN 978-8494333248.
- 2020 – Metanoia. Guía práctica para la toma de consciencia. Mamita Records.[47]
- 2024 – La abuela Margarita Mágica y Cósmica. Ilustrado por Pablo Kalaka. Editorial Ecoval. ISBN  9789874897770.[48]